# Caryocar amygdaliferum
Caryocar amygdaliferum är en tvåhjärtbladig växtart som beskrevs av José Celestino Bruno Mutis och Antonio José Cavanilles. Caryocar amygdaliferum ingår i släktet Caryocar och familjen Caryocaraceae.
Artens utbredningsområde är Colombia. Inga underarter finns listade i Catalogue of Life.